# Dipogon
Dipogon is een geslacht van vliesvleugelige insecten van de familie spinnendoders (Pompilidae).

## Soorten
- D. austriacus Wolf, 1964
- D. bifasciatus - kale baardspinnendoder (Geoffroy, 1785)
- D. fonfriai Wahis, 2004
- D. monticolus Wahis, 1972
- D. subintermedius - gewone baardspinnendoder (Magretti, 1886)
- D. variegatus - zuidelijke baardspinnendoder (Linnaeus, 1758)
- D. vechti Day, 1979